# ذخیره‌گاه طبیعی ورونژ
ذخیره‌گاه طبیعی ورونژ (انگلیسی: Voronezh Nature Reserve) یک پارک و ذخیره‌گاه طبیعی در استان ورونژ کشور روسیه است.